# Geerten Liefting
Geerten Liefting (Nijkerk, 31 december 1983) is een Nederlands organist, componist en dirigent.

## Loopbaan
Liefting studeerde orgel, kerkmuziek, improvisatie, compositie en koordirectie aan de conservatoria van Utrecht, Rotterdam en Antwerpen. Hij kreeg hier les van onder meer Reitze Smits, Wim Henderickx, Luc van Hove en Wiecher Mandemaker. Daarna volgde hij nog een opleiding improvisatie bij Hayo Boerema en Cor Ardesch.
Liefting kreeg in 2007 zijn aanstelling tot organist en dirigent van de Heilige-Bonaventurakerk in Woerden en was daarnaast assistent-organist van de Grote of Sint-Laurenskerk in Rotterdam en vesperorganist in de Domkerk in Utrecht. Hij is meerdere malen winnaar geweest van orgelconcoursen waaronder het Hinsz- compositieconcours in Kampen en de Internationaal Orgel Improvisatieconcours in Haarlem. Daarnaast componeert hij vele muziekstukken en voert landelijke concerten uit.

## Composities
- (2009) Pater Noster
- (2011) Beatus Vir
- (2012) Deux Danses psalm 97
- (2013) Renovatio Mundi
- (2014) Zegen
- (2014) Trois Danses
- (2014) Pater Noster
- (2015) Laetatus Sum
- (2015) Da pacem Domine
- (2015) Wenn es einmal nur ganz Stille wäre
- (2015) Messe Solonnelle
- (2016) Ik geloof
- (2016) Nunc Dimittis
- (2017) Onze Vader
- (2018) Missa te Deum Laudamus
- (2018) Futility